# 玛格丽特·麦克弗森·格兰特
玛格丽特·麦克弗森·格兰特（英語：Margaret Macpherson Grant；1834年4月27日—1877年4月14日），苏格兰女性继承人和慈善家。她出生于阿伯劳尔教区，之后在汉普郡上学，父亲是当地一名外科医生。1852年，她的哥哥在印度去世，她因此成为家中的独女。两年后，她继承了舅舅亚历山大·格兰特（Alexander Grant）的财产。亚历山大·格兰特出生于阿伯劳尔，是种植园主和商人，此前在牙买加发迹。
麦克弗森·格兰特在阿伯劳尔宅邸定居，该别墅是威廉·罗伯逊（William Robertson）为她的舅舅建造的。她的生活方式与那个时代的女性不同，其着装也被当时的报纸称为“男子气”。1864年，她与夏洛特·坦普尔（Charlotte Temple）在伦敦相识，之后与其缔结了某种婚姻形式。麦克弗森·格兰特向慈善企业，特别是与苏格兰圣公会相关的企业慷慨捐赠。她资助建立了一家孤儿院（现为阿伯劳尔儿童保育信托基金），并在阿伯劳尔建立了圣玛格丽特圣公会教堂。她嗜酒如命，虽然朋友和家人都劝她戒酒，但她总会再次酗酒。
她一生中曾立下几份遗嘱，要将自己的财产留给坦普尔，但在坦普尔离开她嫁给一个男人后不久，麦克弗森·格兰特就撤销了她的遗嘱；五个月后，她没有留下任何遗嘱便去世了，享年四十二岁。被剥夺了继承权的坦普尔提起诉讼，但法院裁定格兰特的大部分财产应归她的堂兄弟所有，虽然她很可能并不认识他们。

## 早年生活及家庭
玛格丽特·麦克弗森·格兰特的父母亚历山大·麦克弗森（Alexander Macpherson）和安妮（本姓为格兰特）住在班夫郡阿伯劳尔教区的加比蒂。她的父亲是莫里 的外科医生，而她的母亲则来自当地颇具影响力的格兰特家族，因此被认为所嫁之人的社会地位并不如她。麦克弗森夫妇于1825年4月30日结婚，并于1828年有了他们的第一个孩子亚历山大·格兰特·麦克弗森；玛格丽特·麦克弗森·格兰特（原名玛格丽特·戈登·麦克弗森）则出生于1834年4月27日。麦克弗森·格兰特十几岁的时候在伦敦北部的汉普斯特德上学，她和女性教育作家和活动家玛丽·安·斯托达特（Mary Anna Stodart）是同学。1852年，她的哥哥在印度去世，麦克弗森·格兰特则成为了家中独女。
麦克弗森·格兰特的舅舅亚历山大·格兰特出生于阿伯劳尔教区的德拉姆弗瑞奇农场，之后去了牙买加从事种植业和商业，积累了一笔可观的财富。 他是奴隶主，同时也是牙买加立法机关的成员。 目前还不确定他何时回的英国，但据说他直到19世纪20年代初都待在伦敦。 1829年，他回到了阿伯劳尔参加他父亲的葬礼。 1833年废除奴隶制，格兰特由于其奴隶和其他商业资产的损失，通过政府补偿奴隶主计划获得赔偿超过24，000英镑。他委托建筑师威廉·罗伯逊打造阿伯劳尔宅邸，该建筑于1838年建成。 他还计划购买他出生的农场。 阿伯劳尔宅邸成为他的官邸, 不过关于他是否真的住在那里尚存在疑问。 同时，他还作为西印度群岛商人在伦敦打理生意。
亚历山大·格兰特曾与亚历山大·唐纳森（Alexander Donaldson）和亚历山大·汤姆森（Alexander Thomson）一起在牙买加开展业务。由于这三位房东不在当地，他们的庄园事务由京斯顿当地律师团队管理，并由住在种植园的簿记员和监工协助。唐纳森于1807年去世，汤姆森于1818年去世。他们去世后，这一安排在解决他们的遗产债务方面引起了问题，引发了继承人间多年的诉讼。由于庄园的收入不足以偿还债务和应计利息，格兰特随即决定出售种植园。牙买加的受托人约翰·米克（John Meek）和约瑟夫·格林（Joseph Green）提出反对，并无视高等衡平法院颁布的售出命令。直到2016年，这些诉讼才得以完全解决，而此时亚历山大·格兰特已经过世，其财产归麦克弗森·格兰特所有。

## 成年生活

### 继承资产

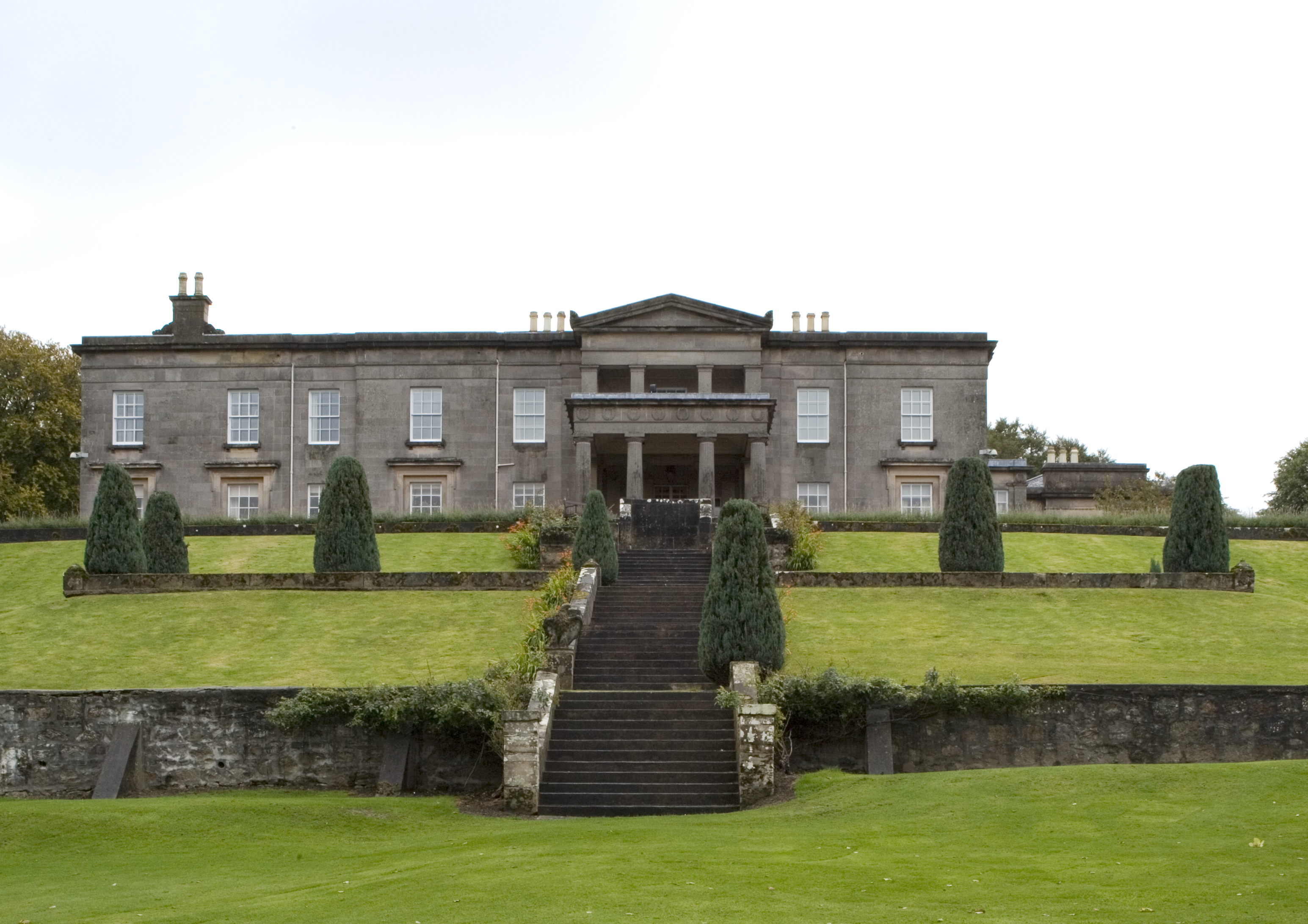
阿伯劳尔宅邸, 北面

1854年，亚历山大·格兰特去世后，时年二十岁的麦克弗森·格兰特继承了他大部分的财产，其中包括阿伯劳尔宅邸以及他在苏格兰和牙买加的庄园，总价值达30万英镑。   他留下了一份协议：只要麦克弗森·格兰特在他去世时年满20岁，她就能获得20,500英镑的现金，1,500英镑的年金， 还有几件珠宝和个人财产。 麦克弗森·格兰特所继承的牙买加种植园包括布兰普顿·布莱恩 (Brampton Bryan)、布莱恩城堡 (Bryan Castle)、费尔菲尔德 (Fairfield)、洛·雷顿 (Low Layton)、奥兰治河 (Orange River)、奥兰治谷 (Orange Vale) 以及绝伦 (Nonsuch) 和团结 (Unity) 庄园的权益。  与所有农业问题一样，庄园的产量受经济状况变化的影响。   1780年，奥兰治谷建成， 当时其主要收入来源是咖啡作物，在1813年之前，其收入都以出售或租赁奴隶劳工为辅。1850年后，主要作物从咖啡种植变成饲养和销售牛。到1856年，庄园开始销售西班牙甜椒和酸橙，直到1863年才停止生产。麦克弗森·格兰特继承该种植园时，它的经济状况已每况愈下， 销售牛已成为其收入的主要来源。 
亚历山大·格兰特在遗嘱表明，他希望麦克弗森·格兰特沿用格兰特这个姓氏。于是，她的父亲就代表她向皇室申请，希望批准她将格兰特增加到自己的名字中，并使用格兰特家族和麦克弗森家族的联合纹章。1854年6月获得皇室批准。麦克弗森·格兰特搬进了阿伯劳尔宅邸，并立即开展了对这座建筑的修葺和扩建工作。为此，她聘请了罗伯逊的侄子们里德，他们在1841年罗伯逊去世后继续在埃尔金执业   他们在一些房间造了凸窗，以扩大使用面积，为新的宴会厅腾出空间，并在主入口处打造了车寄。 麦克弗森·格兰特的大部分时间都花在捕捞鲑鱼和旅行上，将牙买加庄园的管理权交给了她的埃尔金代理人米尔恩公司 (Milne & Co)。  她还在遗嘱中规定，将所有财产留给她资助的苏格兰圣公会。  

### 与夏洛特·坦普尔的故事
1864年，在伦敦旅行期间，麦克弗森·格兰特与夏洛特·坦普尔成为了朋友。夏洛特·坦普尔是威廉·坦普尔（William Temple）的女儿，时年22岁。威廉·坦普尔是一位地主，也是前任威尔特郡高级警长。同年晚些时候，坦普尔拜访了麦克弗森·格兰特，并同她一起在阿伯劳尔待到1865年春天。  坦普尔离开几周后，麦克弗森·格兰特回到伦敦，两人旧情复燃。麦克弗森·格兰特也熟悉了坦普尔的社交圈。不久之后，麦克弗森·格兰特请求坦普尔的父母允许他们的女儿与她一起定居在阿伯劳尔，作为回报，她承诺让坦普尔成为她遗产的继承人。坦普尔的父母一开始并不情愿，但最终还是同意了。麦克弗森·格兰特立即去找她在伦敦的律师，起草了一份新的遗嘱，表示她的遗产不再像她之前所希望的那样归圣公会教堂所有，而是在她有孩子的前提下归她自己的孩子所有；如果她去世时没有孩子，她的财产将遗赠给一位名叫玛格丽特·戈登（Margaret Gordon）的姑妈，而如果戈登已经去世，遗产将归坦普尔所有。 然后，她来到了坦普尔身边，坦普尔当时在律师事务所外的一辆马车里。格兰特递给她一支笔，说道：“你知道我做了什么吗？我要让你成为我的继承人，这就是我用的笔，留着它吧！”  
麦克弗森·格兰特和坦普尔回到阿伯劳尔宅邸居住，大部分时间花在了田野运动和饲养牲畜上。报纸刊登了他们的射击探险和在农业展览中参加牲畜比赛的故事。 麦克弗森·格兰特积极支持了多项慈善事业，尤其是涉及教会的慈善事业。   1882年，《马里省历史》刊登了一篇关于她们的风流韵事的报道，她与坦普尔的关系被描述为类似于婚姻的状态：麦克弗森·格兰特将一枚戒指戴在坦普尔左手的无名指上。而且坦普尔还提到，在写给麦克弗森·格兰特的信中，她将自己称为“妻子”。这种生活方式在当时是不寻常的，被当地媒体描述为“非常愚蠢的行为”。  当时的报纸对麦克弗森·格兰特的评价为“性格刚强”，形容她“外表非常男性化，衣着也很有男子气概”。 历史学家雷切尔·朗（Rachel Lang）表示，她的财富和慈善捐款为她提供了“相当高的社会自由度”，并让她被社会接纳。  
19世纪60年代末，麦克弗森·格兰特重度依赖酒精。她曾戒酒过一段时间，但是最后又再次酗酒。坦普尔曾鼓励她戒酒，试图阻止她因酗酒而引起公众丑闻。麦克弗森·格兰特的父亲也劝说她少喝酒。1870年，在她的父亲搬进阿伯劳尔宅邸时，她没再喝酒，但在1871年4月，她的父亲去世后，她再次酗酒。  姑妈玛格丽特·戈登早在1866年已经去世，而在麦克弗森·格兰特的父亲去世后，她认为有必要重组自己的事务。 1872年5月31日，她让她的伦敦律师团队准备了一份新遗嘱，将她的遗产留给她自己的孩子（前提是她在去世时有孩子）；如果她没有孩子，她的遗产将归坦普尔及其继承人所有。她的苏格兰律师团警告她，这份英格兰文件可能不符合苏格兰法律制度的要求。由于担心自己的遗嘱可能会具有争议，她指示她的律师团相互沟通达成一致意见，以消除争议。1873年3月8日，吉布森-克雷格公司（Gibson-Craig & Co）制定了另一份遗嘱，将她的全部遗产留给信托公司，并且规定坦普尔继承其遗产，如果麦克弗森·格兰特的任何一个孩子对这项安排提出异议，即向坦普尔支付遗产中的20,000英镑。麦克弗森·格兰特还表明，她的继承人应持有阿伯劳尔·格兰特的名字和纹章。 

### 慈善事业
麦克弗森·格兰特继续资助苏格兰圣公会。她为印威内斯大教堂提供管风琴，该大教堂由建筑师亚历山大·罗斯（Alexander Ross）于1866年至1869年期间建造,并且在1874年，她向卡农·查尔斯·朱普（Canon Charles Jupp）承诺兴建一所带有教堂和学校的孤儿院，以此劝其来阿伯劳尔当她的私人牧师。 1875年，孤儿院建成，交由朱普管理。 直到新建筑完工，孤儿院都开在小屋内。1875年，亚历山大·罗斯开始设计孤儿院及其小教堂，这座小教堂后来被称为圣玛格丽特教堂。

### 坦普尔的婚姻
1875年某天，英国皇家海军退役指挥官哈里·法尔·耶特曼（Harry Farr Yeatman）来到了阿伯劳尔。目前尚不清楚他抵达的确切时间，但当年八月《伦敦旗帜报》有一篇报道称他在麦克弗森·格兰特的领土上打猎并大获成功。  第二年十二月，他和坦普尔订婚了。麦克弗森·格兰特对这次订婚的反应十分复杂：她时而表现得很积极，主动提出让他们在阿伯劳尔宅邸举行婚礼；但她也对坦普尔即将离开她的事实感到痛苦。  1875年12月11日，麦克弗森·格兰特身陷火海，被人从阿伯劳尔宅邸救出，但起火原因至今不明。   她的思绪变得越来越混乱—有时她认为她从大火中救出了她的仆人，而有时则认为自己的头部受伤。 
1876年2月8日，耶特曼和坦普尔在伦敦伊顿广场的圣彼得教堂举行了婚礼。 结婚前不久，坦普尔写信给麦克弗森·格兰特代理人的合伙人西蒙·基尔，要求他不要再直接将销售账目交给麦克弗森·格兰特，而是交给其在爱丁堡的律师法尔科纳先生。基尔对这一新安排不满意，并且认为坦普尔干涉了他的事务，因此起草了一份撤销契约，取消麦克弗森·格兰特现有的遗嘱。1876年11月，他带着契约来到了阿伯劳尔，麦克弗森·格兰特签署了这份契约，从而撤销了坦普尔（现为耶特曼）对她的财产所提出的任何主张。 坦普尔离开后，麦克弗森·格兰特开始精神不振，重度依赖酒精，据雷切尔·朗所说，她正“精神病发作”。  麦克弗森·格兰特于1877年4月14日去世，生前身体部分瘫痪。在她去世前，孤儿院和教堂已经竣工，此时距离她四十三岁生日还有两周。  她死后被安葬在阿伯劳尔教堂庭院中的她为父母的坟墓修建的墓道里。 

## 遗产
由于她签署了撤销契约，但没有立下新的遗嘱，麦克弗森·格兰特去世时没有留下任何遗嘱。  她的受托人福尔科纳（Falconer）先生认为，遗产应归她的堂兄弟所有：来自塔兰的詹姆斯·普罗克特（James Proctor）、来自班科里的玛格丽特·普罗克特（Margaret Proctor）和来自莱尼的亚历克斯·普罗克特（Alex Proctor）。 随后，在苏格兰最高民事法院第二庭中，耶特曼夫妇的律师弗雷泽（Fraser）先生辩称，麦克弗森·格兰特是在基尔的胁迫下签署撤销契约的，因为他知道她的健康状况不佳，因此遗产应该如之前所定归耶特曼夫人所有。 他进一步辩称，麦克弗森·格兰特不太可能希望把遗产交给普罗克特家族，因为她可能从未见过他们，而且他们是她的堂兄弟；她的财产是由她的舅舅赚来的，而她的舅舅对她的父亲从来没有好感。 弗雷泽发表初步陈述后，双方律师顾问均退庭私下讨论此案。经过一个多小时的谈判，他们回到法庭，主持该案的检察总长宣布双方已就条款达成一致。 遗产将移交给普罗克特家族，耶特曼夫人将获得10,000英镑的和解金。  她还将获得属于麦克弗森·格兰特的一块金表和一枚钻石胸针，其价值将从和解金中抵扣。  1882年的一份法庭案件记录记载道，该案件的结案使公众无法“全面了解这一段稀奇的、有趣且有启发性的浪漫故事”。 

## 后续事件

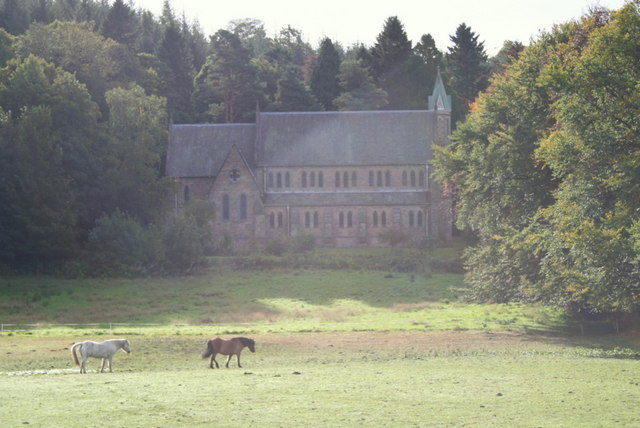
圣玛格丽特教堂, 麦克弗森·格兰特所建

耶特曼夫妇搬到了多塞特郡，育有一个儿子，也叫哈里·法尔·耶特曼，他于1917年在第一次世界大战中阵亡，时年 37岁。 多塞特郡斯特明斯特牛顿的圣巴拿巴教堂为他建立了一座纪念碑。 
格兰特家族的另一位成员，韦斯特埃尔奇斯的詹姆斯·威廉·格兰特（James William Grant）的儿子威廉·格兰特（William Grant）（1809年-1877年）出资继续建造孤儿院及其圣玛格丽特教堂。他于1877年去世， 留下了8,000英镑的遗产以支付其完工费用。 圣玛格丽特教堂于1879年11月23日竣工，  教堂在接下来的几十年里开展了扩建和修葺工作，已被评为A 类保护建筑，并且仍然被用作宗教场所。 该孤儿院逐渐成为苏格兰第二大儿童之家， 一直运营到1967年。该建筑现已被拆除，只留下教堂附近纪念花园中的钟楼。  管理孤儿院的慈善机构继续以阿伯劳尔儿童保育信托基金的名义运作。  
普罗克特家族无力承担维护庄园的费用，将它卖给了《苏格兰人报》的所有者约翰·里奇·芬德利（John Ritchie Findlay）。芬德利扩大了他在该地区的土地持有量，他还是一位仁慈的地主，致力于改善佃农的生活条件。  1898年，他在庄园去世。  沃克斯短饼公司修复了阿伯劳尔宅邸作为他们的总部。 